# Develer
Develer è una società di sviluppo software ed embedded con sede a Campi Bisenzio, Firenze, Italia, fondata nel 2001. L'azienda si occupa di ingegneria del software Open source e di creazione di soluzioni tecnologiche in ambito industriale.
Develer organizza conferenze internazionali dedicate a linguaggi di programmazione, sistemi operativi, sviluppo web e tecnologie emergenti come LinuxLab, GoLab, RustLab e QtDay.
I principali linguaggi di programmazione utilizzati in Develer sono C++, Python, Go e Rust.
Inoltre, Develer è l'azienda che ha sviluppato BeRTOS, un sistema operativo real-time progettato per piattaforme embedded. Ha una licenza di tipo GPL con una particolare eccezione che permette al codice applicativo proprietario di rimanere closed source mentre mantiene open source BeRTOS stesso. Possiede un design modulare che gli permette di funzionare su diverse architetture, da piccoli microcontrollori a 8 bit come gli Atmel AVR, passando per l'architettura ARM, fino ad arrivare ad essere emulato su Linux o Windows (per scopi di debug).
Develer produce anche Develboard, una scheda a microprocessore per applicazioni embedded.
Nel 2018 Comelz S.p.A. (azienda controlla dal gruppo nb) ha rilevato la maggioranza del capitale di Develer.